# Železniční doprava v Plzni

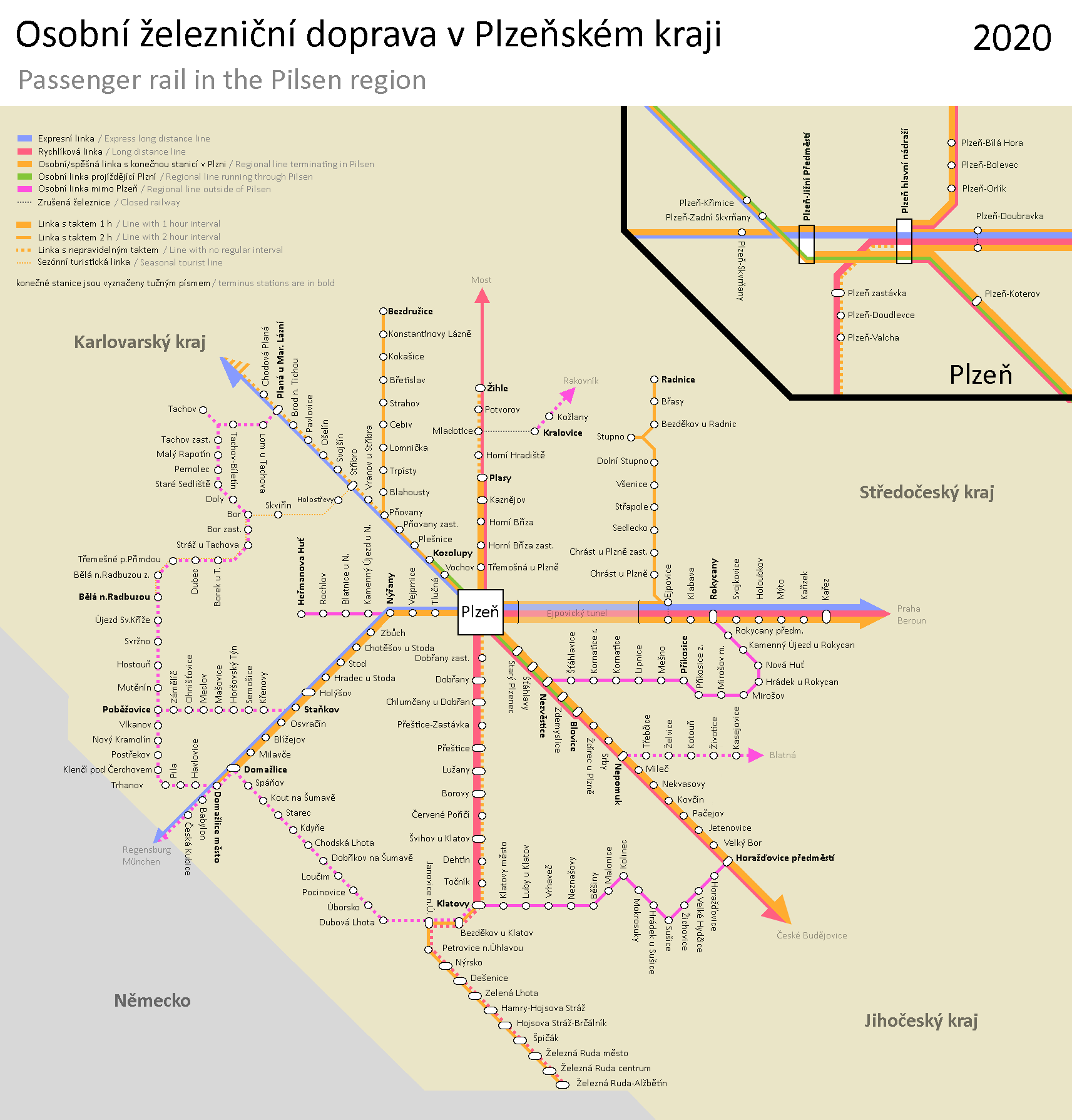
Mapa osobní železniční dopravy v Plzeňském kraji

Plzní a jejím okolím prochází několik důležitých železničních tratí včetně III. tranzitního železničního koridoru. Ve městě se nachází 11 železničních stanic a zastávek. Všechny vlaky včetně kategorií IC a EC jsou zařazeny do Integrované dopravy Plzeňského kraje (IDPK).
Od roku 2011 prochází železniční uzel Plzeň rozsáhlou modernizací s celkovými náklady přes 10 miliard korun.

## Tratě
Všechny tratě se rozbíhají z centrální stanice Plzeň hlavní nádraží. 
- Trať č. 160 – směr Žatec
- Trať č. 170 – směr Praha
- Trať č. 170 – směr Klatovy,
- Trať č. 180 – směr Domažlice, dále Řezno, Mnichov
- Trať č. 178 – směr Cheb
- Trať č. 191 – směr České Budějovice, dále Vídeň

## Stanice a zastávky

### Hlavní nádraží

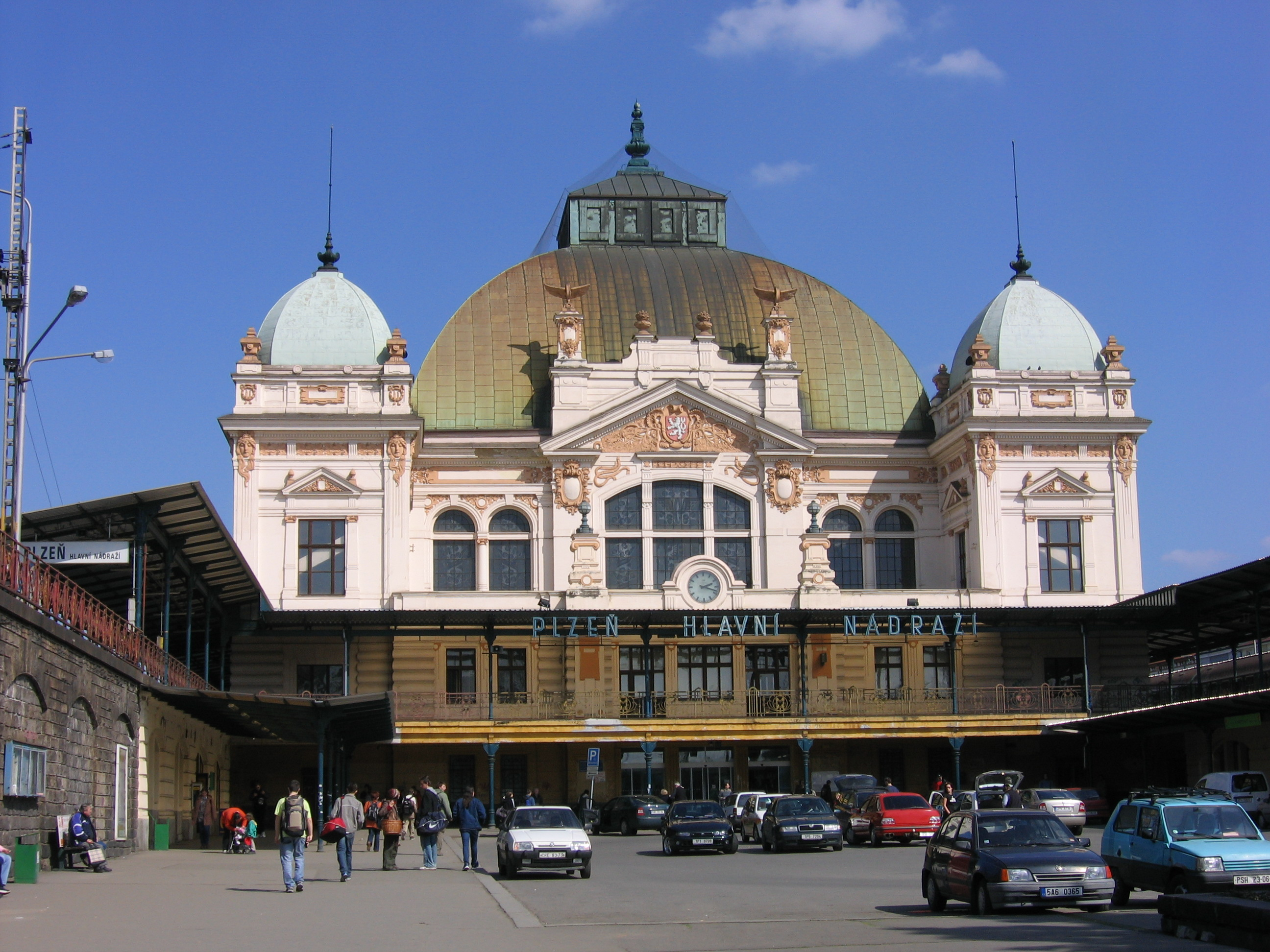
Plzeň hlavní nádraží

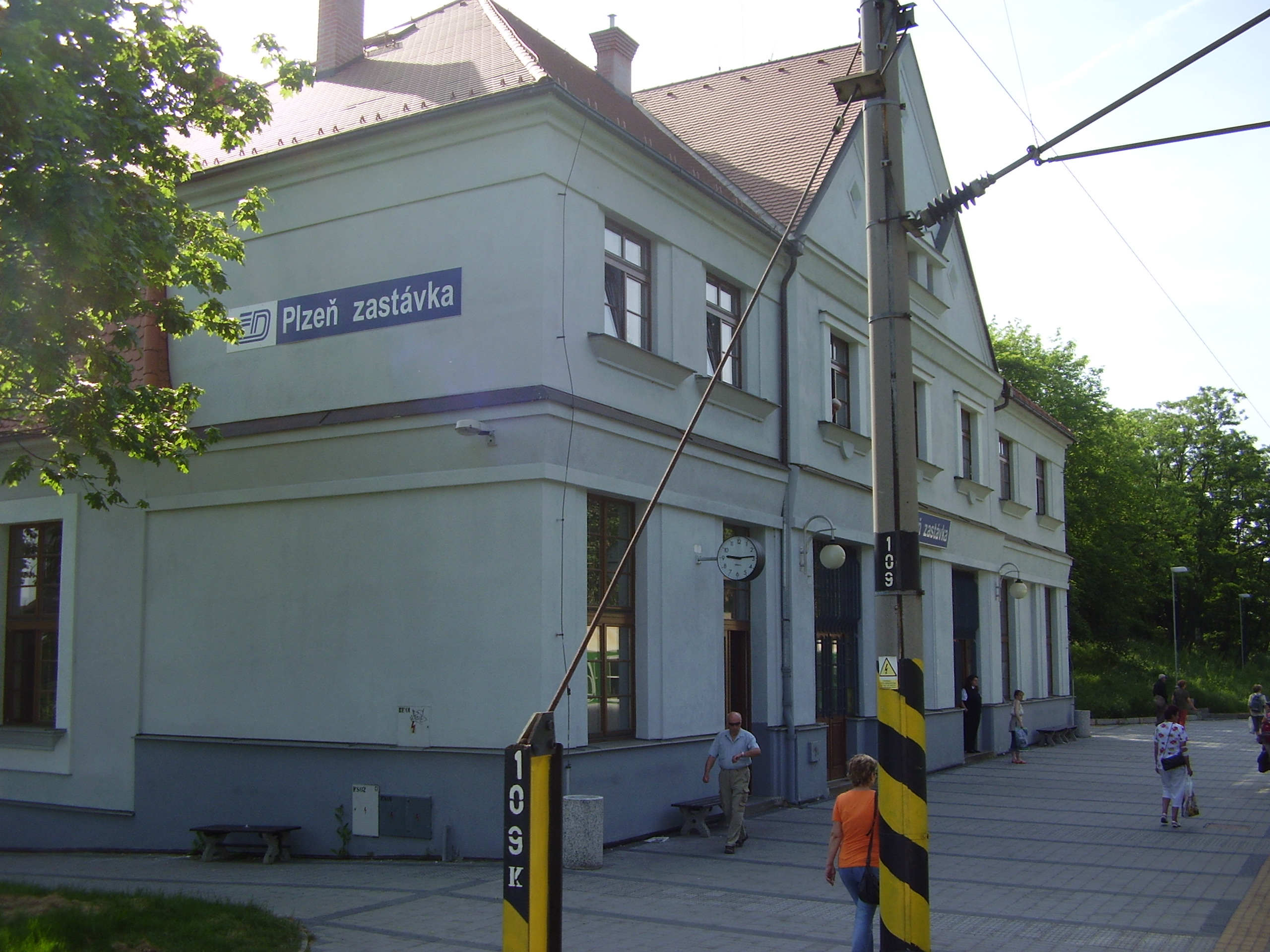
Železniční stanice Plzeň zastávka

Stanice Plzeň hlavní nádraží (v minulosti též s názvem Plzeň Gottwaldovo nádraží) je vybavena historickou odbavovací budovou. Tato budova byla za druhé světové války prakticky zničena, ale byla postavena znova se stejnou architekturou.[zdroj?] Ve vestibulu se nachází sochy slévače a železničáře. Budova nachází uprostřed a nástupiště jsou umístěna po obou stranách budovy. Do budovy se vchází z ulice, která je umístěna níže než koleje. Nad silnicí přecházejí koleje na dvou mohutných viaduktech.

### Trať 160
- Plzeň hlavní nádraží
- Plzeň-Bílá Hora
- Plzeň-Bolevec
- Plzeň-Orlík

### Trať 170
- Plzeň-Doubravka
- Plzeň hlavní nádraží
- Plzeň zastávka
- Plzeň-Doudlevce
- Plzeň-Valcha (od prosince 2021 nevyužívaná pro nástup a výstup cestujících)

### Trať 180
- Plzeň hlavní nádraží
- Plzeň-Jižní Předměstí
- Plzeň-Skvrňany

### Trať 178

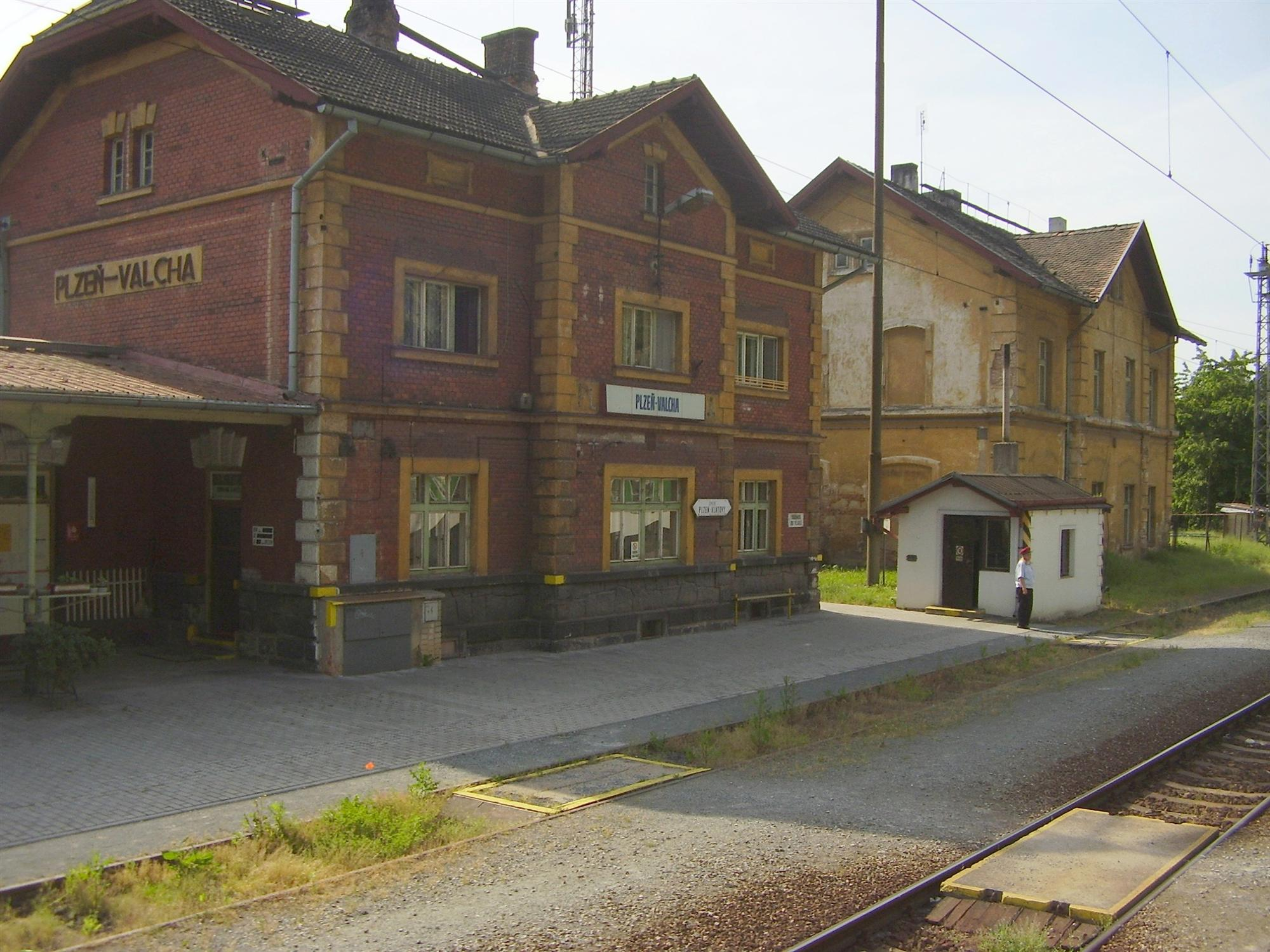
Železniční stanice Plzeň-Valcha

- Plzeň hlavní nádraží
- Plzeň-Jižní Předměstí
- Plzeň-Zadní Skvrňany
- Plzeň-Křimice

### Trať 191
- Plzeň hlavní nádraží
- Plzeň-Slovany

## Plánovaný rozvoj
V přípravě je tzv. "Modernizace trati Plzeň - Domažlice - st. hranice SRN, 1. stavba, nová trať Plzeň – Stod" na trati 180 s předpokládanou realizací v letech 2024-27, která je plánována jako novostavba dvojkolejné elektrifikované trati s rychlostí 200 km/h. V letech 2027-29 by měla proběhnout stavba označená jako "Revitalizace trati Plzeň (mimo) – Dobřany (včetně)" na trati 170, u níž je prověřována výstavba nové zastávky Plzeň-Valcha zast. poblíž ulice U Hájovny jako náhrada za stanici Plzeň-Valcha a přesun zastávky Plzeň-Doudlevce blíže k trolejbusové zastávce Tyršův most.